# Africa

Römische Provinzen unter Trajan (117 n. Chr.)

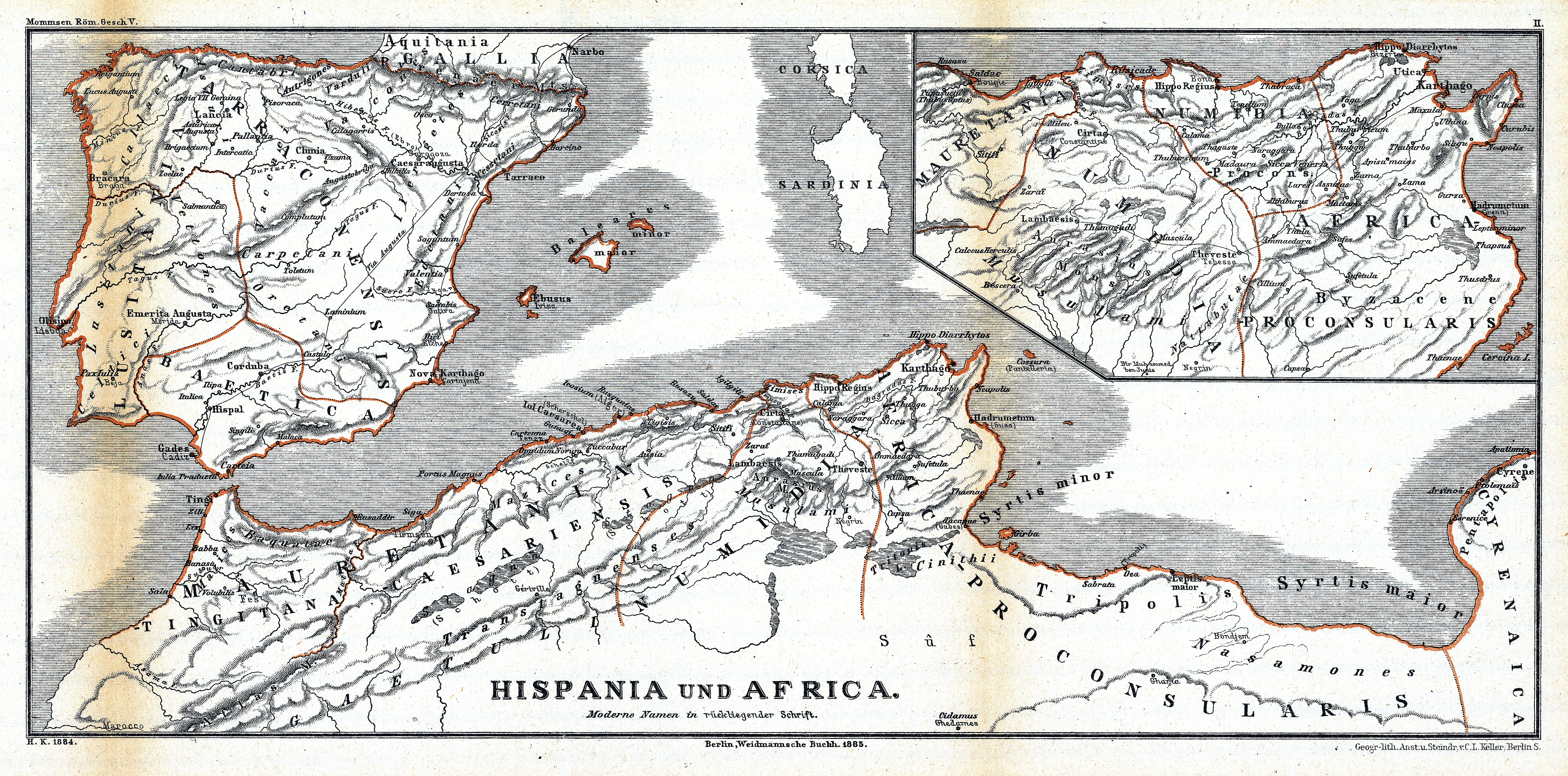
Karte von Africa

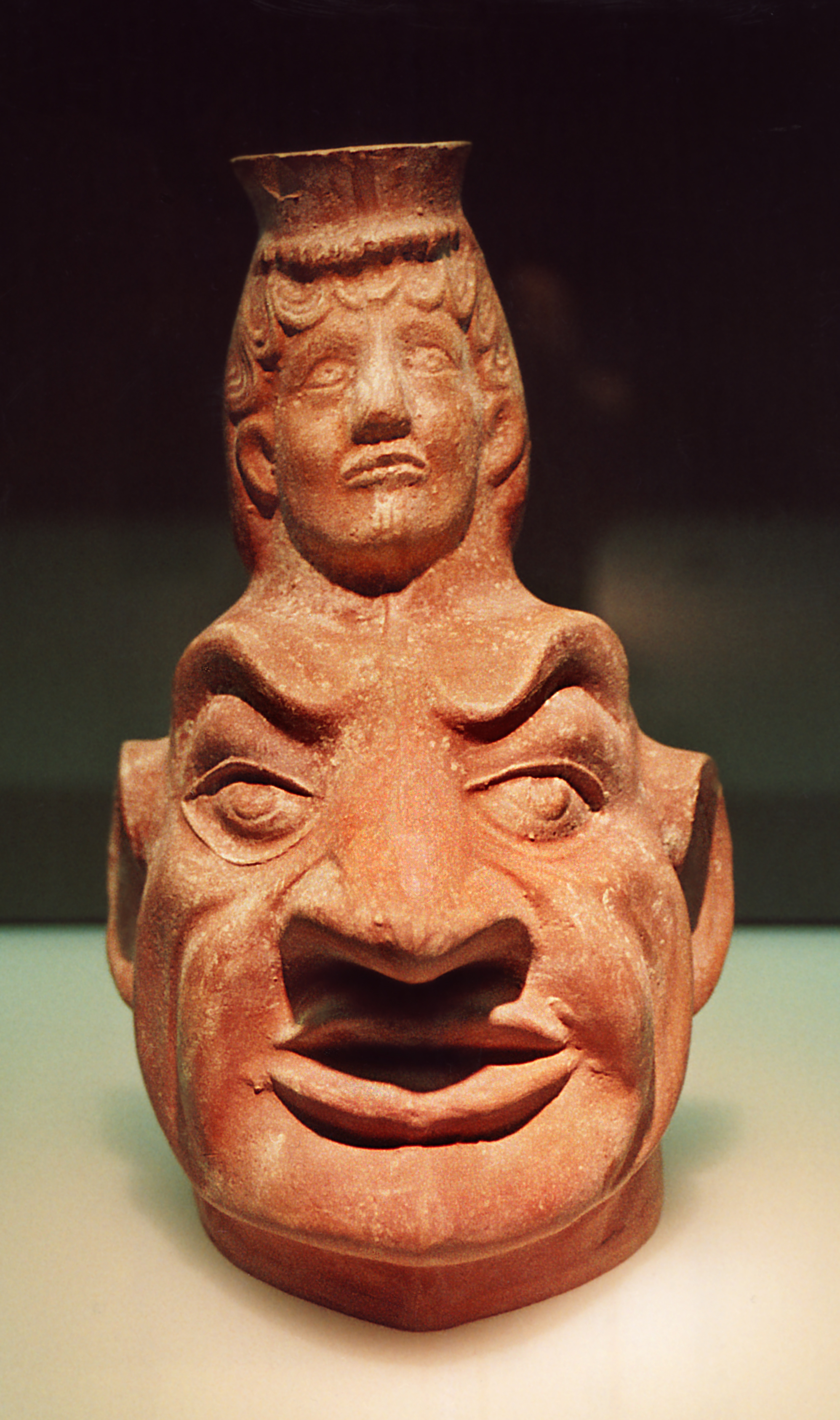
Exportschlager aus der Provinz Africa proconsularis: Gefäße aus Sigillata Chiara

Africa war in der Antike der lateinische Name für eine römische Provinz. Hingegen wurde für den Erdteil Afrika (außer Ägypten und Aithiopia), genauer gesagt zunächst nur für Nordafrika westlich des Nils, die den Römern von diesem Kontinent bekannte Region, oft (wie bereits von den Griechen) die Bezeichnung Libya verwendet.

## Geschichte
Die Provinz bestand aus dem ehemaligen Kernland des karthagischen Reiches und wurde nach den Punischen Kriegen im Jahr 146 v. Chr. eingerichtet. Sie umfasste das heutige Tunesien und Teile von Algerien und Libyen. Die Grenze zwischen der römischen Provinz und dem numidischen Königreich war die Fossa regia, eine von Scipio dem Jüngeren gezogene Demarkationslinie. Da die Römer Karthago völlig zerstört hatten, wurde zunächst Utica Hauptstadt der neuen Provinz.
Nach dem Sieg von Gaius Marius über Jugurtha im Jahr 105 v. Chr. wurde der westliche Teil Numidiens dem römischen Staatsgebiet einverleibt. Nach dem Sieg Caesars bei Thapsus 46 v. Chr. formte Caesar aus dem Gebiet des numidischen Königs Juba I., einem Anhänger des besiegten Pompeius, die Provinz Africa nova („neues Afrika“). Zu deren Gebiet gehörten große Teile Numidiens (im heutigen Algerien) und Tripolitanien (im heutigen Libyen). Die existierende Provinz wurde fortan Africa vetus („altes Afrika“) oder auch Africa propria („eigentliches Afrika“) genannt.
Augustus vereinigte 27 v. Chr. die Provinzen Africa vetus und Africa nova zu Africa proconsularis. Hauptstadt wurde die im Jahr 29 v. Chr. an der Stätte des früheren Karthago gegründete Colonia Iulia Concordia Carthago. Die Statthalterschaft von Africa war neben der von Asia die prestigeträchtigste, zumal der Prokonsul von Africa anfangs als einziger senatorischer Statthalter ein eigenständiges Kommando über eine römische Legion (Legio III Augusta) innehatte – etwas, das ansonsten kaiserlichen Legaten vorbehalten war. Während der Regierungszeit des Kaisers Septimius Severus (193–211) wurde die Provinz Numidia aus der bisherigen Provinz herausgelöst.
Unter Diokletian wurde die alte Provinz zu Beginn der Spätantike um 300 nochmals geteilt: in Africa proconsularis (→ Zeugitana), Byzacena und Tripolitiana. Hinzu kamen Mauretania Sitifensis und Mauretania Caesariensis, die weiter westlich lagen. Diese sechs Provinzen bildeten das spätrömische Nordafrika.
Die Provinz galt allgemein als eine der reichsten des Römischen Reichs und als Kornkammer des Westreichs, Karthago gar als die zweitgrößte Stadt des Westens gleich nach Rom, wie auch die Provinz generell stark urbanisiert war. Ihre höchste Blütezeit fiel ins 2. und frühe 3. Jahrhundert; eine erneute Blüte begann um 300 und hielt bis ins 5. Jahrhundert an. Die römischen Kaiser aus dem Haus der Severer stammten ursprünglich aus Leptis Magna, einer Stadt in der Provinz Africa. Auch bedeutende christliche Persönlichkeiten stammten aus der Provinz (wie Lactantius und Gaius Marius Victorinus) bzw. lebten einige Zeit dort (Augustinus von Hippo), ebenso der spätantike Dichter Gorippus. Wie lange sich die punische bzw. karthagische Sprache als Umgangssprache neben Latein hielt, ist unklar und umstritten.
In der Provinz sind früh Christen bezeugt (der erste Beweis für die Existenz afrikanischer Christen stammt aus dem späten 2. Jahrhundert) – hier entwickelten Kirchenlehrer wie Tertullian, Cyprian und später Augustinus als erste eine christliche Theologie in lateinischer Sprache –, und die Gemeinde von Karthago war lange der große Konkurrent des Bischofs von Rom um den Führungsanspruch im Westen. Die Christen von Africa blieben überwiegend nizänisch (nach den Auseinandersetzungen mit den Donatisten im 4./5. Jahrhundert, die eine bedeutende Minderheit bildeten), trotz des Eindringens der arianischen Vandalen, die Africa in den 30er Jahren des 5. Jahrhunderts eroberten. Die Invasoren gründeten hier de facto ein eigenes Reich und rissen die Seeherrschaft im westlichen Mittelmeerraum an sich. Der Verlust Nordafrikas, von dessen Getreide Italien weiterhin stark abhängig war und dessen üppige Steuereinnahmen nun wegfielen, spielte eine nicht unwichtige Rolle für den Untergang Westroms. Die spätantike Kultur wurde unter den Vandalen, deren Führungsschicht sich rasch romanisierte, derweil weiter gepflegt.
Im 6. Jahrhundert wurde Africa von dem oströmischen General Belisar im Auftrag Kaiser Justinians zurückerobert (533/34). Das Gebiet wurde anschließend einem eigenen magister militum per Africam unterstellt und von einem Prätorianerpräfekten verwaltet. Die Ansicht der älteren Forschung, die Rückeroberung sei der entscheidende Schlag für die spätantike Ökonomie Afrikas gewesen, ist inzwischen durch archäologische und epigraphische Untersuchungen revidiert worden: Das Gebiet erlebte vielmehr noch einmal eine Nachblüte und wurde im späten 6. Jahrhundert als Exarchat von Karthago politisch-militärisch reorganisiert. Politisch, wirtschaftlich und kulturell blieb das oströmische Africa eng mit der Mittelmeerwelt verknüpft.
Das Gebiet fiel ab der Mitte des 7. Jahrhunderts an die islamischen Araber, die es Ifrīqiya nannten. Mit der Eroberung Karthagos 698 war die Geschichte der römischen Provinz Africa endgültig beendet; auch die römisch-christliche Kultur fand hier bald ihr Ende. Anders als die Ostkirchen (Kopten, Syrer, Armenier, Griechen), die jahrtausendelang unter islamischer Herrschaft fortbestanden, verschwand das nordafrikanische Christentum nach ein paar Jahrhunderten restlos.